# Acanthogilia
Acanthogilia es un género de plantas con flores de la familia Polemoniaceae.

## Especies seleccionadas
- Acanthogilia gloriosa	(Brandegee) A.G.Day & Moran